# 新變色龍
新變色龍，香港麗的電視第一台電視劇，1978年電視劇《變色龍》的續集。於1979年期間首播。監製李兆熊。

## 劇情介紹
故事發生于《變色龍》完結三年之后。賀升得以減刑出獄，可是廉政公署仍以貪污罪將其送上法庭。鄺志立不計前嫌，為賀升打贏了官司。鄺、賀、程三家人重歸于好。
此后，這三家人又遇上了曾、周、脫三家人，而每家都有本難唸的經。
名門曾家三少曾世昌与程望棣結為夫婦，可惜曾世昌生性怕事，而且曾家大嫂杜若蘭与二少爺曾世藩無休止的明爭暗鬥，令她陷入了被孤立，只能選擇離婚。另一方面，鄺志立与周可兒發展感情失敗後，終于明白自己心中只愛望棣。無奈，在宿敵黃大鈞授意下，一名殺手突然將立槍擊至昏迷。
中醫周乃波個性衝動魯莽的兒子“叉燒”，實為杜若蘭親生子。因為缺乏溝通，周氏父子總是摩擦不斷。杜若蘭視子如命根，不惜拋棄事業及名利，甚至犧牲了性命。
躊躇滿志的少年郭建華，為了事業入贅脫家，奈何婚后女兒出生，妻子卻撒手人寰，外父脫彪視其為貪財好色之徒。兩人心結難以解開。
阿立醒來後，連同阿升、望棣、華仔以及文叔一同對付最可怕的敵人黃大鈞，而黃大鈞亦与前探長劉炳炎狼狽為奸。經過持久的爭鬥，阿立等人終于將黃大鈞繩之于法。阿立与望棣，阿升与嘉媛有情人終成眷屬。鄺、賀、程、周、脫五家人齊聚一堂，過去恩怨糾紛終于煙消雲散，共同祝賀脫家小女生日快樂。

## 演員表

### 鄺家
| 演員   | 角色     | 關係/暱稱 |
| 鄧碧雲 | 鄺李秀英 | 全嬸 鄺志立、鄺潔云之母 沒有演出本劇 故安排航班墜機而身故                                                         |
| 潘志文 | 鄺志立   | Ben/阿立 大律師 賀升之好友 第42集中槍昏迷 第55集蘇醒                                                              |
| 蔡瓊輝 | 鄺洁雲   | 阿雲 鄺志立之妹 程有財之前媳婦兼世姪女 電影明星 長期居住于新加坡，在新加坡有個丈夫，夫妻關係恩愛 只客串第41至46集 |

### 賀家
| 演員   | 角色       | 關係/暱稱 |
| 劉志榮 | 賀 升      | 阿升 䆁囚丶前警司丶夜總會老闆丶殯儀經紀丶小本生意股東 鄺志立之好友 張嘉媛之同居男友兼房東兼室友，並一度分手，最終復合 偉仔之準繼父 |
| 唐若菁 | 賀老大曹氏 | 大媽/九嬸 賀升之大媽 第8集病逝 |
| 黎少芳 | 賀老二曾氏 | 二媽 賀升之母 在財記建築公司的一個小角落經營算命道術                                                                               |
| 何家鳳 | 賀老三王氏 | 三媽 賀升之三嬸 夜總會媽媽桑兼領班                                                                                                 |

### 程家
| 演員   | 角色   | 關係/暱稱 |
| 張 瑛  | 程有財 | 財叔 程望棣之父 財記行老闆 高祖文之上司 台山婆之夫                                                                       |
| 許瑩英 | 台山婆 | 財嬸 程有財之繼妻 程望棣繼母 曾与阿嬌不和                                                                                |
| 馬敏兒 | 程望棣 | 阿妹/望棣/曾三少奶 程有財之女 鄺志立之好友並暗戀其，被對方視為妹妹，後為女友 曾世昌之前妻 周力行之前継三嬸並與其關係友好 |
| 李月清 | 阿 嬌  | 嬌姐 程家傭人 |

### 曾家
| 演員   | 角色   | 關係/暱稱 |
| 蔡 昌  | 曾蔭基 | 曾老太爺 曾氏企業前老闆 周力行之繼祖父並不知情                                                                                        |
| 屠 平  | 曾世澤 | 曾大少爺 曾蔭基長子 杜若蘭之夫 周力行之繼父兼好友 個性隨和 在杜若蘭死後返回美國                                                       |
| 梁 天  | 曾世藩 | 曾二少爺 曾蔭基次子 周力行之繼二叔，與其不和 從南美回港爭奪曾氏企業 曾氏企業總裁 辭職後搞生意，因資金周轉不靈，生意失敗經中東潛逃南美 |
| 羅石青 | 曾世昌 | 曾三少爺 曾蔭基三子 程望棣前夫 周力行繼三叔 後憎恨曾世藩，刻意對曾世藩生意失敗而不救，並出國散心                                      |
| 黃莎莉 | 杜若蘭 | 曾大少奶 曾世澤之妻 周乃波之前妾侍 周力行之生母 与曾世藩不和 第62集因有案在身服毒自殺而死                                             |
| 岑清媚 | 鄭玉琴 | 曾二少奶 曾世藩之妻，後離婚 周力行繼前二嬸，與其不和                                                                                  |

### 周家
| 演員   | 角色   | 關係/暱稱 |
| 劉克宣 | 周乃波 | 波叔 中醫師 杜若蘭前夫 陸東霞之夫                                                                                               |
| 鄭文霞 | 陸東霞 | 波嬸/霞姨 周乃波之正室 周可兒之生母 周力行之大媽                                                                                |
| 廖詠湘 | 周可兒 | 可兒 周乃波之女 鄺志立之第三任末婚妻，後分手 決定赴意大利修讀神學                                                               |
| 林國雄 | 周力行 | 叉燒 周乃波之子 周可兒之同父異母弟弟 杜若蘭親生子 曾世澤之繼子 曾世藩、岑清媚之繼姪並與其不和 曾世昌之繼姪 程望棣之前繼姪兼好友 |

### 脫家
| 演員   | 角色   | 關係/暱稱                                              |
| 張 錚  | 脫 彪  | 彪叔/陀表 計程車司機                                   |
| 黃韻詩 | 脫 妞  | 妞妞 脫彪之女 郭建華之妻 脫小小之母 第55集失血過多而死 |
| 林嘉華 | 郭建華 | 華仔/鹹蝦仔 脫妞之夫 脫彪女婿 脫小小之父               |
| 黃學偉 | 脫小小 | 小小 郭建華、脫妞之女                                  |

### 其它演員
| 演員   | 角色   | 關係/暱稱 |
| 伍永森 | 古而今 | 古教授 程有財之友 舞蹈教師 結局改行看相 |
| 鄧碧梅 | 張嘉媛 | 嘉媛 賀升之第四任女友兼同居女友兼租客兼室友，一度分手，後和好 李耀南之前妻，後離婚                                                                                            |
| 汪 偉  | 偉 仔  | 李耀南、張嘉媛之子 賀昇之準繼子 |
| 李銓勝 | 李耀南 | 南哥 船員 張嘉媛前夫後為了成全對方與賀昇而決定離婚，並以行船的方法到外國長住                                                                                                  |
| 熊德誠 | 高祖文 | 阿高 程有財助手 肥妺仔之丈夫 |
| 關展儀 | 肥妹仔 | 高祖文之妻 |
| 王 超  | 梁 釗  | 雜誌社老闆 聽命于曾世藩 |
| 阮佩珍 | 梁舒寧 | Yvonne 梁釗之女 曾世藩情人 賀升之第五任女友，後分手 後出國与曾世藩會合 |
| 鍾叮噹 | 楊綺薇 | 士多老闆之女 被周力行暗戀 |
| 董 驃  | 黃大鈞 | Tony 前立法局議員 前曾世藩、曾世昌助手 鄺志立死敵 被鄺志立、賀昇、程望隸等人用計令曾世昌與之中止合作兼眾叛親離 因廉政公署開始調查其貪污，潛逃失敗企圖殺害鄺志立不成，被捕入獄 |
| 吳 回  | 白東文 | 文叔 前江湖著名人物 相貌酷似鄺大全 |
| 凌文海 | 麥 漢  | 鄺大全徒弟 開槍擊傷曾蔭基入獄 |
| 陳中堅 | 黃德明 | 律師樓老闆 鄺志立前上司 |
| 譚一清 | 孟士同 | 律師樓師爺 鄺志立前同事 |
| 梁漢威 | 伍 華  | 華哥 前警務人員 任職廉政公署 |